# Lakewood (West-Australië)
Lakewood is een spookdorp in de regio Goldfields-Esperance in West-Australië.

## Geschiedenis
In 1903 stond de streek net ten zuidoosten van Kalgoorlie als Lakeside gekend. Er was een eindhalte van een spoorweg. De secretaris van de plaatselijke 'Progress Association' vroeg de overheid om er een dorp te stichten. Er werden kavels opgemeten maar over de naam voor het dorp was men het nog niet eens omdat er reeds een Lakeside in Queensland bestond.
Een jaar later, in 1904, werd het dorp officieel gesticht. Het werd aanvankelijk 'Ngumballa' genoemd, naar de Aboriginesbenaming voor het nabijgelegen 'Hannan Lake'. Het spoorwegstation bleef de naam Lakeside behouden. Vanaf 1909 werd ook het dorp terug officieel Lakeside genoemd.
Tegen 1938 was nabij Wiluna ook een Lakeside ontstaan. Daarom werden de namen van de school en het postkantoor in het nabij Kalgoorlie gelegen Lakeside naar Lakewood veranderd. Ze werden Lakewood genoemd omdat een brandhoutbedrijf er de enige economische bedrijvigheid vertegenwoordigde. Vanaf 1947 werd ook het dorp officieel Lakewood genoemd.

## 21e eeuw
Lakewood maakt deel uit van het lokale bestuursgebied (LGA) City of Kalgoorlie-Boulder, waarvan Kalgoorlie de hoofdplaats is. De regio staat bekend om zijn goudmijnindustrie. Ook rondom Lakewood wordt naar goud gezocht.

## Ligging
Lakewood wordt door de 'Mount Monger Road' met Kalgoorlie verbonden. Het ligt 605 kilometer ten oostnoordoosten van de West-Australische hoofdstad Perth, 30 kilometer ten noorden van het aan de Goldfields Highway gelegen Feysville en 10 kilometer ten zuidoosten van Kalgoorlie.